# Estación Dr. Schweitzer
Dr. Albert Schweitzer es una estación ferroviaria ubicada en la localidad de Victoria, en el partido de San Fernando, Gran Buenos Aires, Argentina.

## Servicios
Dr. Schweitzer es una estación intermedia del servicio diésel interurbano servido entre las estaciones Victoria y Capilla del Señor.  Las vías férreas siguen hacia las estaciones de Vagués,  en dirección a Luján, San Antonio de Areco, Pergamino y Río Cuarto. Hasta el año 1978 existió un servicio que unía Retiro con Río Cuarto. en 1992 dejan de correr los servicios de pasajeros hasta la estación Pergamino y desde entonces su terminal es la estación Capilla del Señor.

## Ubicación
La estación se encuentra en la Avenida Malvinas Argentinas, entre las calles Dr. Basilio Gálvez y Sargento Cabral, y está cerca de las plantas de las empresas Avon y Stani.

## Historia
La estación lleva el nombre del filósofo Albert Schweitzer